# Монаньи-ле-Сёр
Монаньи́-ле-Сёр (фр. Montagny-lès-Seurre) — коммуна во Франции, находится в регионе Бургундия. Департамент коммуны — Кот-д’Ор. Входит в состав кантона Сен-Жан-де-Лон. Округ коммуны — Бон.
Код INSEE коммуны — 21424.

## Население
Население коммуны на 2010 год составляло 109 человек.
| 1962 | 1968 | 1975 | 1982 | 1990 | 1999 | 2010 |
| ---- | ---- | ---- | ---- | ---- | ---- | ---- |
| 109  | 111  | 112  | 107  | 119  | 112  | 109  |

## Экономика
В 2010 году среди 76 человек трудоспособного возраста (15—64 лет) 59 были экономически активными, 17 — неактивными (показатель активности — 77,6 %, в 1999 году было 82,5 %). Из 59 активных жителей работали 55 человек (30 мужчин и 25 женщин), безработных было 4 (1 мужчина и 3 женщины). Среди 17 неактивных 4 человека были учениками или студентами, 5 — пенсионерами, 8 были неактивными по другим причинам.

## Галерея

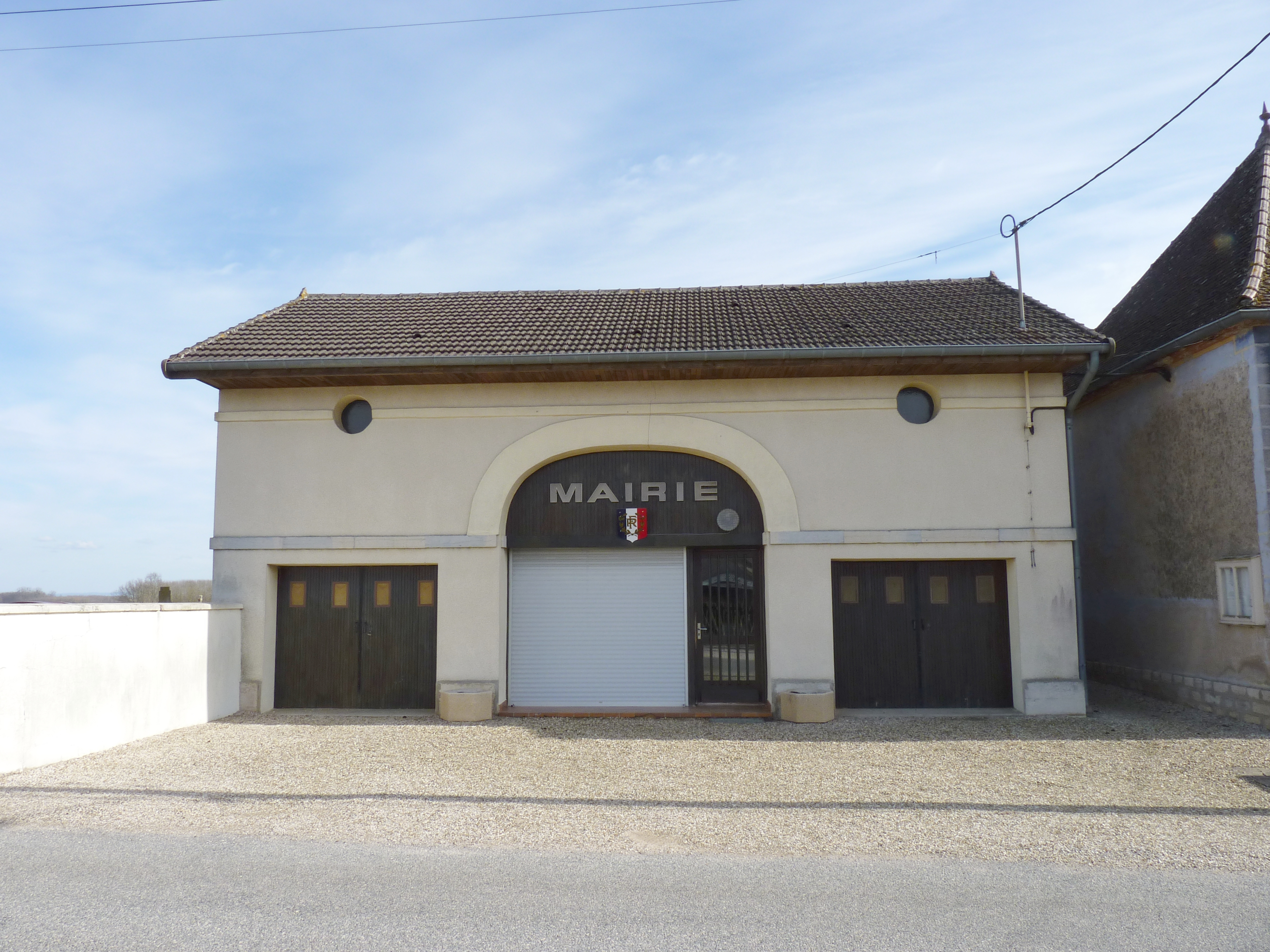
Городской совет
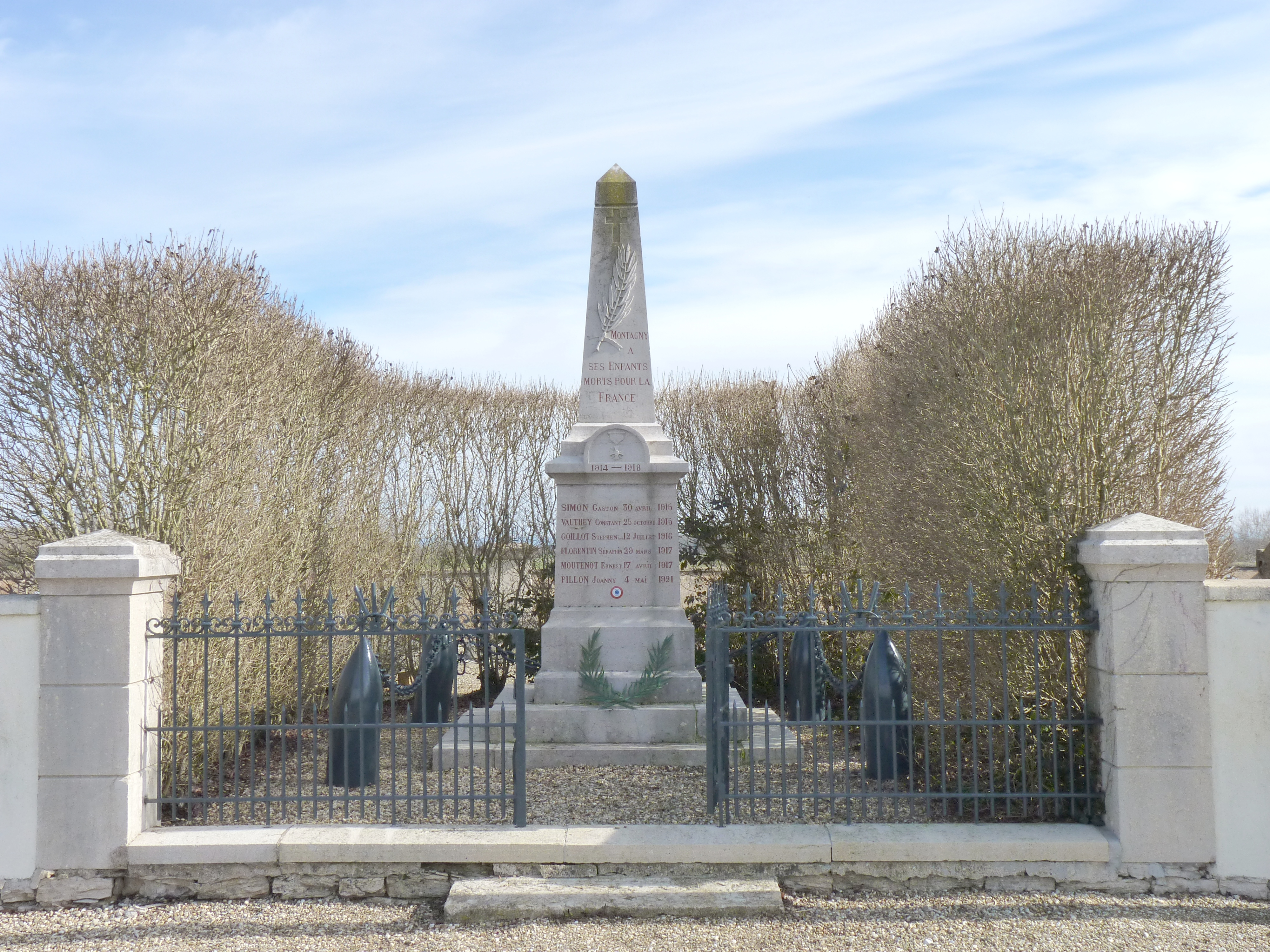
Мемориал «Montagny-lès-Seurre»
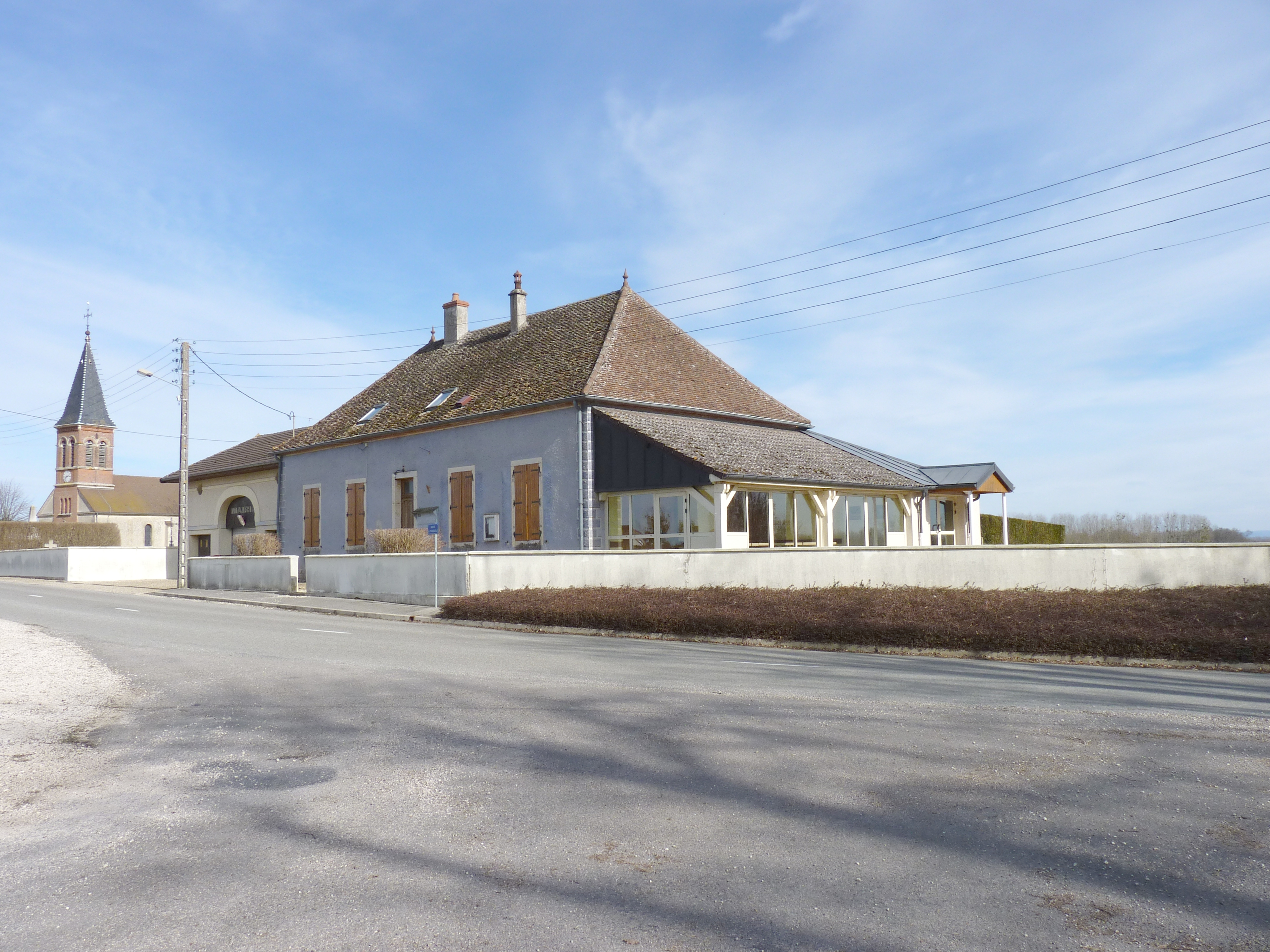
Старая школа
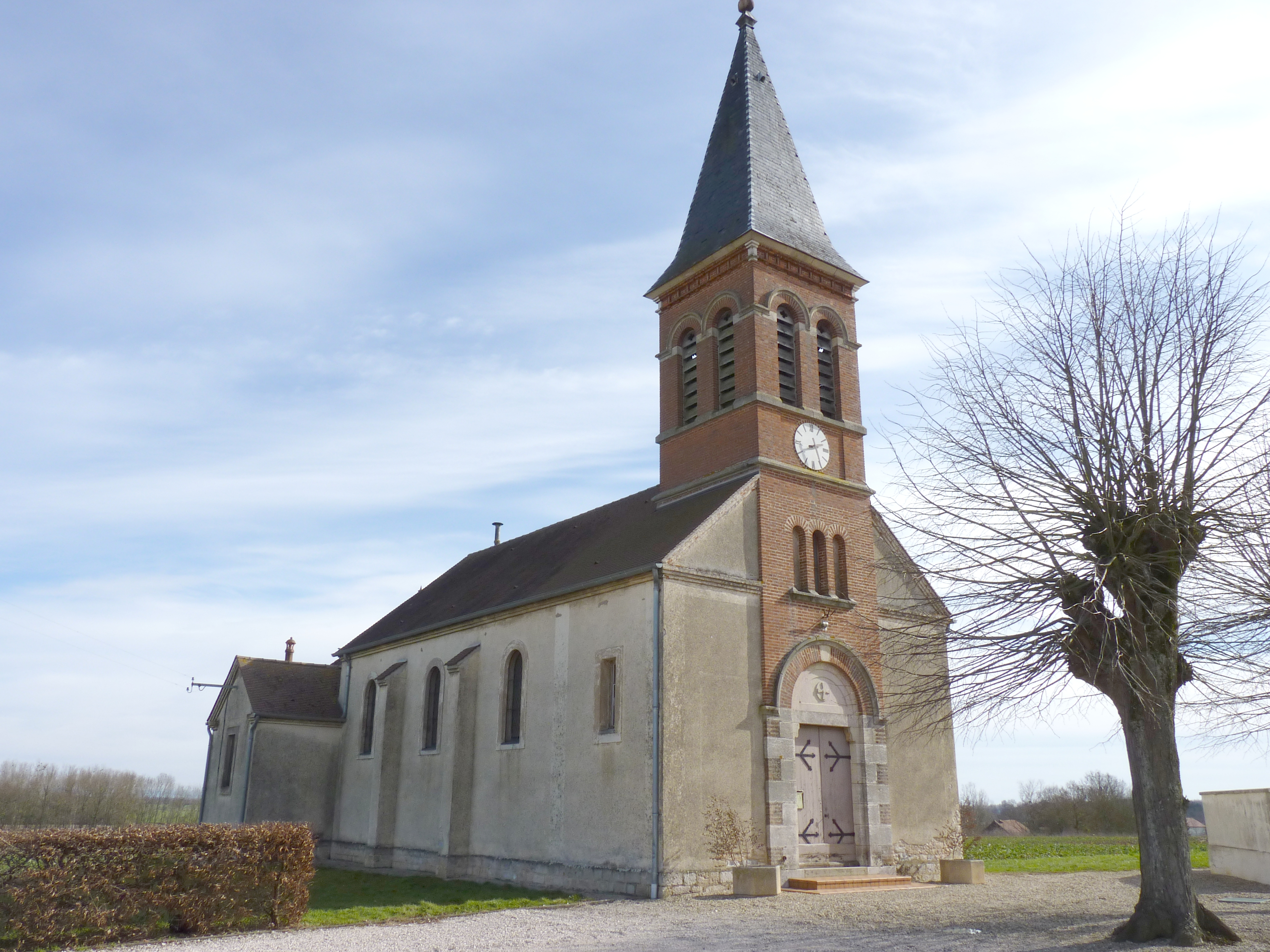
Церковь
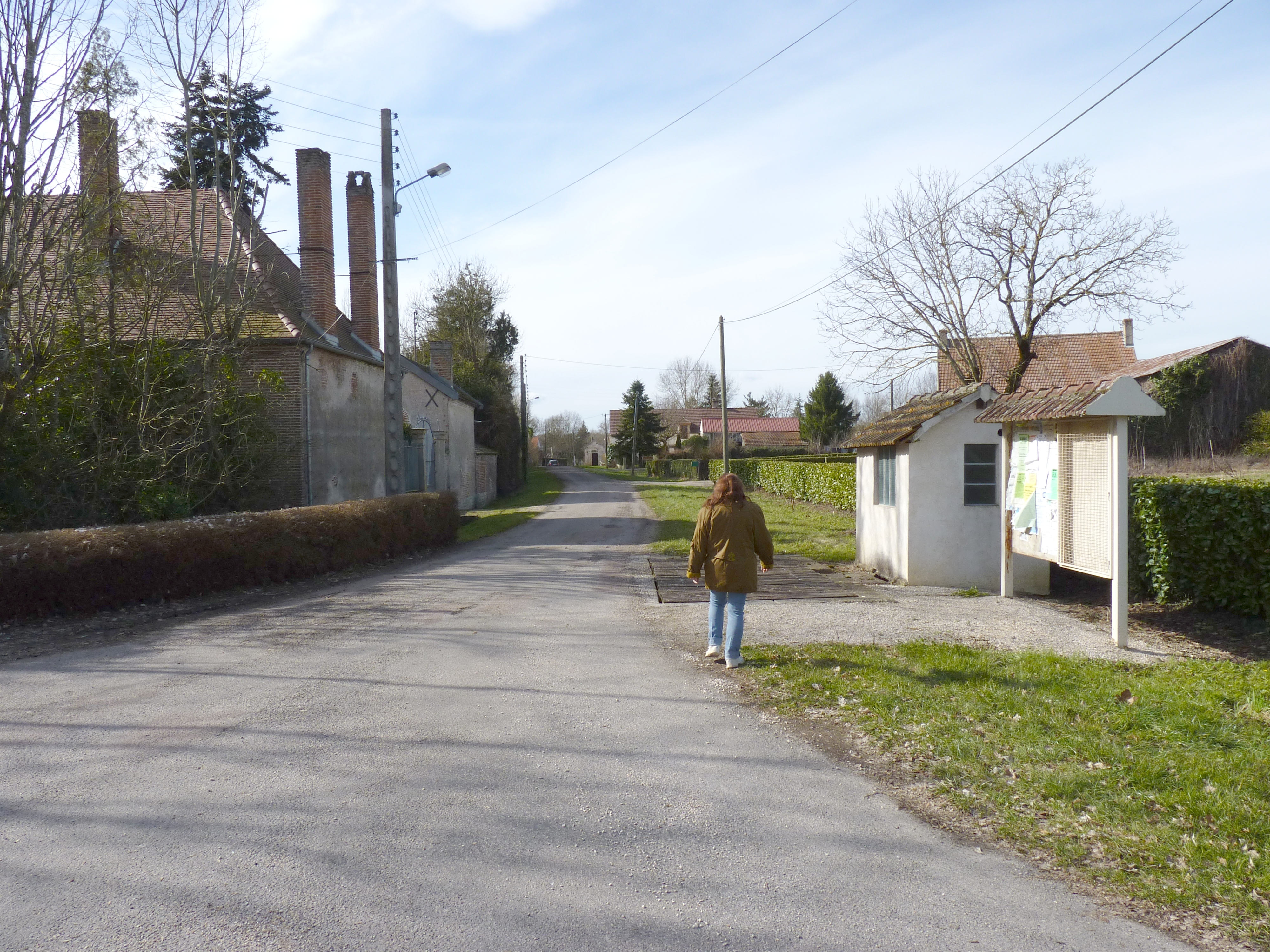
Главная улица